# Stoyan Petrov
Stoyan Petrov (em búlgaro:  Стоян Петров, 31 de março de 1956) é um ex-ciclista olímpico búlgaro. Representou sua nação nos Jogos Olímpicos de Verão de 1980, na prova de contrarrelógio nos 1 000 m.